# Deltakoronavirus
Deltakoronavirus (Delta-CoV) jedan je od četiri roda, Alpha-, Beta-, Gamma- i Deltakoronavirus u poddružini Orthocoronavirinae iz porodice Coronaviridae. Oni su zamotani, jednolančani RNK virusi zoonotskog, pozitivnog smisla. Koronavirusi zaraze i životinje i ljude. Dok su alfa i beta rodovi izvedeni iz baze gena šišmiša, gama i delta rodovi potječu iz bazena ptičjeg i svinjskog gena.